# Alphonse Le Gallo
Pour les articles homonymes, voir Le Gallo.

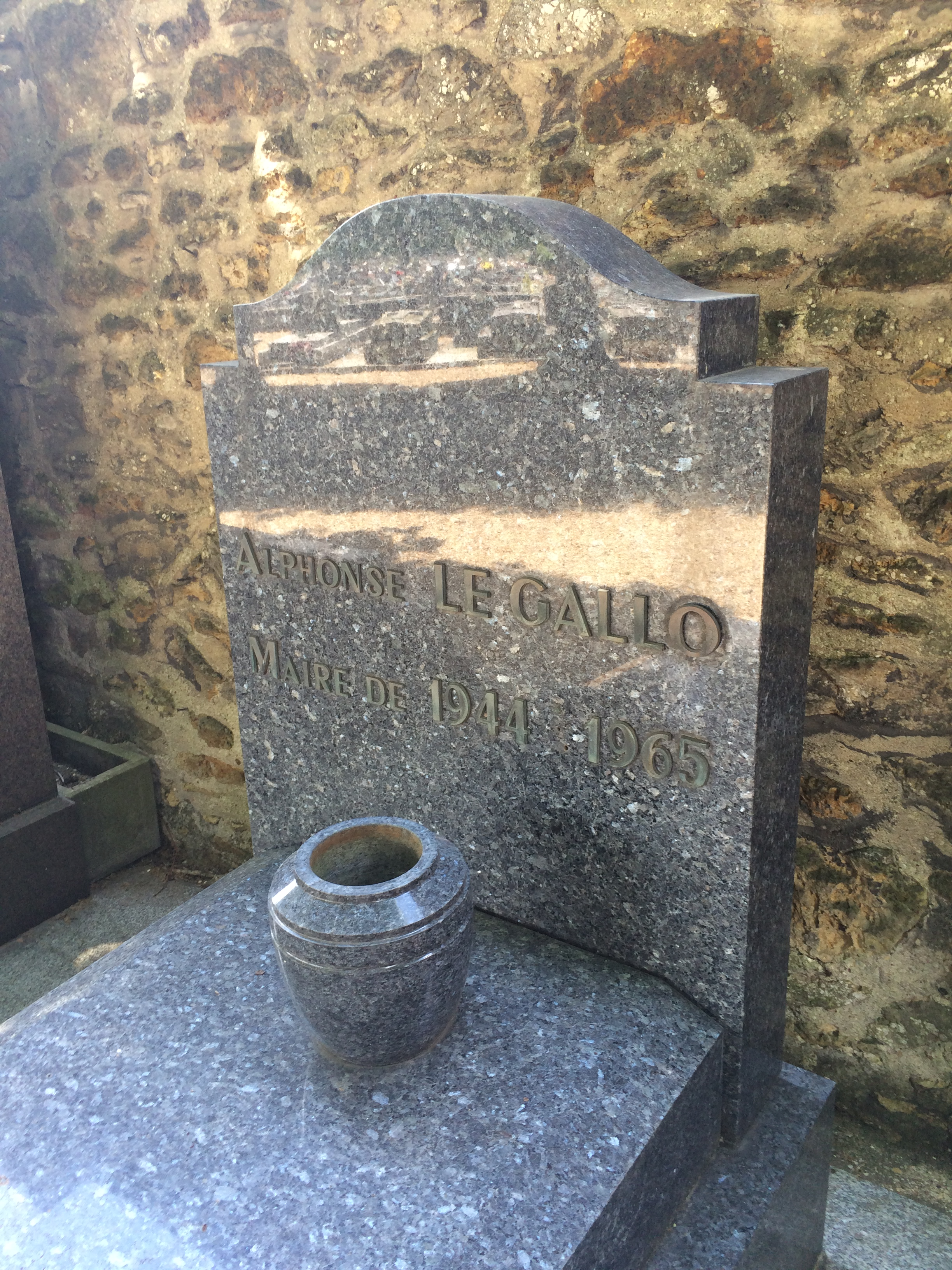
Sépulture d'Alphonse Le Gallo au cimetière nouveau de Boulogne-Billancourt.

Alphonse Le Gallo, né le 7 mars 1902 à Indre et mort le 17 février 1965 à Boulogne-Billancourt, est un homme politique socialiste français, résistant, maire de Boulogne-Billancourt, député, président du conseil général de la Seine.

## Biographie

### Vie familiale
Alphonse Pierre Camille Le Gallo, né à Indre 7 mars 1902, est le fils d'Alphonse Clément Le Gallo, tourneur, et d'Hermelandine Marie Houssay. La famille est domiciliée à Saint-Nazaire à partir de 1910. Alphonse Le Gallo (père) est un ouvrier syndicaliste engagé, secrétaire de la bourse du travail de Saint-Nazaire et secrétaire de l'Union départementale de la Confédération générale du travail. Pendant la Première Guerre mondiale, il est détaché comme ouvrier spécialisé aux chantiers navals de Saint-Nazaire (Penhoët).
La famille Le Gallo s'installe à Boulogne-Billancourt rue de Bellevue en 1924, où Alphonse Le Gallo (père) trouve un emploi de tourneur sur métaux chez Citroën.
Alphonse Le Gallo (fils) fait alors son service militaire (12 mai 1923-8 novembre 1924) au sein du 19e train des équipages militaire.
Son père poursuit quant à lui son engagement politique et ouvrier : il est conseiller municipal de Boulogne-Billancourt à partir de mai 1929, élu sur la liste d'André Morizet. Adjoint au maire en janvier 1938, il est également administrateur du bureau de bienfaisance et conseiller prud'homal,. Il meurt le 2 février 1943 à Boulogne-Billancourt.
Alphonse Le Gallo (fils) se marie avec Simonne Prudhon (1908-1984) à Paris (14e arrondissement) le 20 novembre 1926. Un fils naît en 1934. La famille est domiciliée à Boulogne-Billancourt au 129 avenue Edouard-Vaillant (1947) puis au 56 rue des Tilleuls (1956-1965).

### Vie professionnelle
Alphonse Le Gallo (fils) est électricien à la société d'aviation Farman de 1924 à 1928, puis câbleur en téléphone au Matériel téléphonique.
Il réussit le concours de commis de mairie et entre en mars 1934 à la mairie de Boulogne-Billancourt. Il gravit progressivement les échelons comme secrétaire-rédacteur, sous-chef puis chef de bureau.
Lorsque la Seconde Guerre mondiale éclate, il est d'abord mobilisé du 24 août 1939 au 31 décembre 1939 au sein du 22e section des Commis et ouvriers militaires d'administration (Intendance de Saint-Denis), puis affecté spécial à la mairie de Boulogne-Billancourt jusqu'en juin 1940. Placé en affectation spéciale à la mairie de Boulogne-Billancourt le 1er janvier 1940, il est démobilisé le 20 septembre suivant. Il reprend sa place à la mairie toujours dirigée par André Morizet jusqu’à la fin 1941, puis, après la mort de ce dernier, demande sa mutation à la mairie de Choisy-le-Roi, réintègre Boulogne-Billancourt en février 1943 avant d'être muté à Puteaux le 1er septembre 1944.

### Vie politique

#### MilitantSFIO
Militant socialiste, Alphonse Le Gallo est en 1934 trésorier de la section locale de la Section française de l'Internationale ouvrière (SFIO), puis en est secrétaire adjoint.

#### Résistant
Résistant dans le mouvement Libération-Nord, il est surveillé et perquisitionné. Président du Comité local de la Libération de Boulogne-Billancourt, il est désigné à la tête du conseil municipal provisoire par arrêté préfectoral (20 octobre 1944), avant d'être élu maire lors des élections d'avril 1945.

#### Élu municipal de Boulogne-Billancourt
Maire provisoire à la Libération, il est réélu jusqu'à sa mort en 1965 à la tête de listes socialistes puis socialistes et MRP. Partisan de la coalition politique de la Troisième Force, il refuse l'alliance avec les communistes.
Les principales actions de son mandat portent sur la reconstruction des infrastructures durement touchées par les bombardements de 1942 et 1943, ainsi que sur le logement.
En tant que maire de Boulogne-Billancourt, il exerce également des fonctions dans diverses organisations :
- Président de l'Union des maires de la Seine en 1947 et 1948 ;
- Vice président de la Fédération nationale des élus socialistes municipaux et cantonaux ;
- Secrétaire général de l'Association des maires de France pendant 17 ans avant d'être élu président en 1964.

Le maire meurt d'une crise cardiaque le 1er février 1965. Le conseil municipal lui rend hommage lors de la séance du 23 février suivant, en donnant notamment son nom à l'ancien quai de Boulogne et au stade municipal.
Il est inhumé à Boulogne-Billancourt dans le cimetière Pierre-Grenier (bord nord).

#### Élu départemental au (conseil général de la Seine)
Dès la Libération, Alphonse Le Gallo siège à l'assemblée départementale provisoire, avant d'être élu représentant du 3e secteur de la banlieue. Membre du bureau comme secrétaire, puis 1er vice-président, il est élu à la présidence du conseil général en juin 1958.

#### Élu à l'Assemblée nationale
Alphonse Le Gallo est député de la 32e circonscription de la Seine à la suite des élections de 1962. Il meurt au cours de son mandat.

#### Autres fonctions
- Secrétaire général et membre fondateur de l'Athletic Club de Boulogne-Billancourt (ACBB) ; le stade du quai de Boulogne est rebaptisé Stade Alphonse Le Gallo à sa mort[9]
- Président du Syndicat intercommunal pour l'électricité à partir de 1948[3]
- Premier président de la Caisse nationale de retraites des agents des collectivités locales en 1948 et 1949
- Administrateur d'Électricité de France à partir du 24 décembre 1953[3]
- Administrateur de l'Office public départemental d'HLM à partir du 28 juin 1945, vice-président à partir du 3 décembre 1950, jusqu'en février 1963[3]
- Participant à la création du Conseil des communes d'Europe[6]

## Distinctions
- Officier de la Légion d'honneur par décret du 27 octobre 1956[3]
  -  Chevalier de la Légion d'honneur, le 19 août 1947
- Médaille de la jeunesse, des sports et de l'engagement associatif, or (14 août 1953)[3]
- Officier de l'ordre du Ouissam alaouite (14 juillet 1953)[3]
- Commandeur du Mérite civil[8]

## Hommage

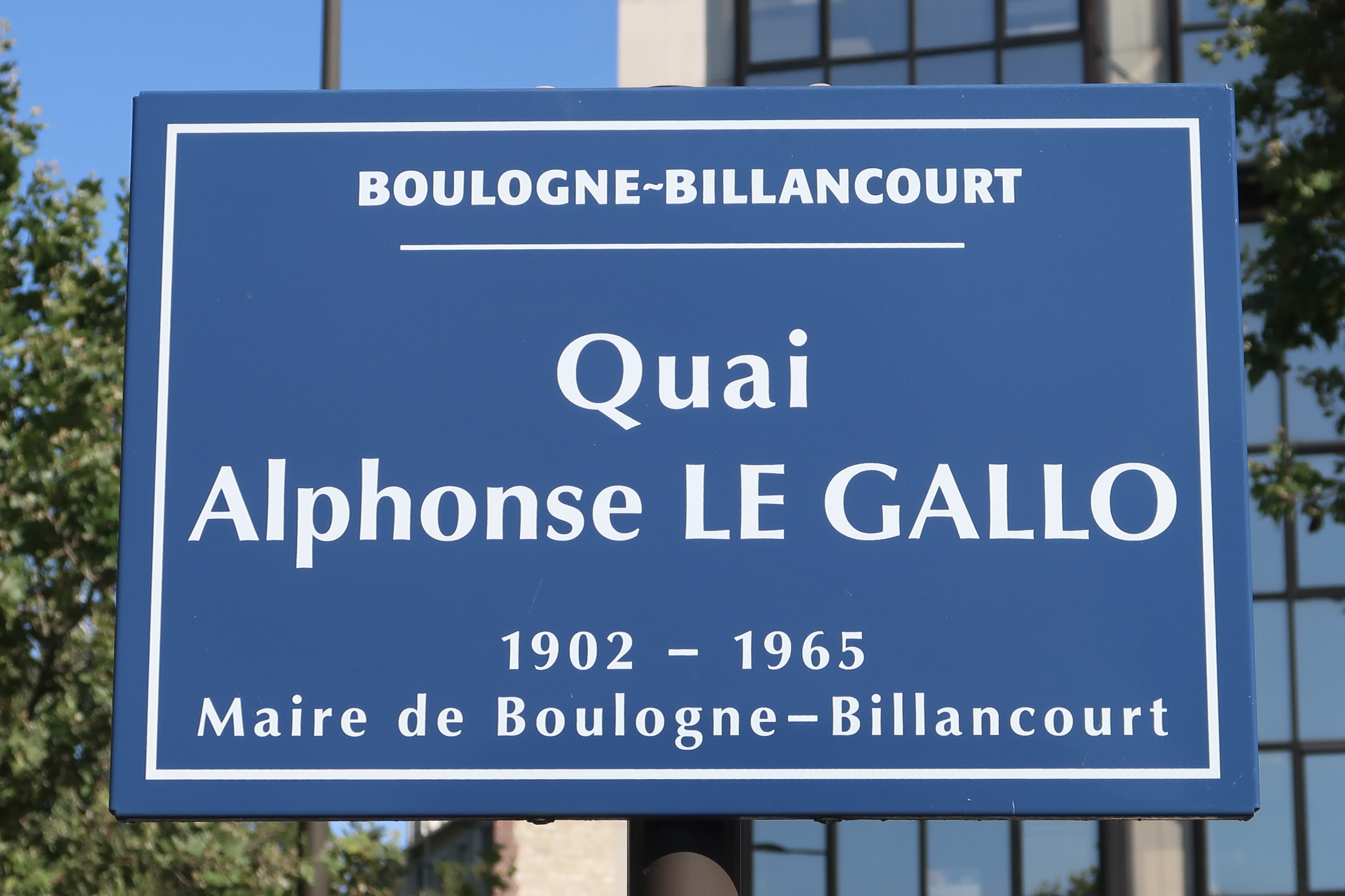
Plaque du quai Alphonse-Le-Gallo (Boulogne-Billancourt).

Un quai de Boulogne-Billancourt porte son nom, ainsi que le stade municipal.